# Ndary Lô
Pour les articles homonymes, voir Lô.
Ndary Lo (9 mai 1961-8 juin 2017) est un sculpteur-plasticien sénégalais.

## Biographie
Né en 1961 à Tivaouane, Ndary Lô a passé son enfance dans la région de Thiès. Il a vécu et travaillé à Rufisque dans la banlieue de Dakar au Sénégal. Après des études d'anglais, il suit une formation à l'École nationale des beaux-arts de Dakar et très vite il expose en tant que sculpteur plasticien.
Depuis 1992, Ndary Lo a engagé une recherche autour de l'Homme avec comme matériau de base le fer. Ses « Hommes qui marchent », longues silhouettes métalliques, ses femmes élancées aux visages flous, et ses ventres en ferrailles remplis de têtes de poupées, en font le lauréat de nombreux prix.
Ndary Lo remporte en 2002 le Grand Prix Léopold Sédar Senghor de la Biennale des arts plastiques africains contemporains à Dakar avec son installation intitulée « la longue marche du changement ». La même année, l'artiste reçoit la distinction de « Chevalier de l'ordre des Arts et des Lettres » de la République française.
Lors de la huitième Biennale de Dakar (Dak'Art 2008), Ndary Lo présente une installation intitulée La Muraille verte et remporte le Grand Prix Léopold Sédar Senghor – une distinction dotée de 5 millions de francs CFA, qu'il partage avec son compatriote Hadji Mansour Ciss.
Au terme d'une longue maladie, Ndary Lô est mort le 8 juin 2017 à l'hôpital de la Croix-Rousse à Lyon,.
Celui que l'on surnomme « le dompteur de fer » est exposé au Palais des Papes, à Avignon, du 19 mai 2017 au 14 janvier 2018.

## Œuvres (sélection)
- 2002 : Maternité : fers à béton, poupées, soudure
- 2005 : Sama a Yakhi Maam (Les Os de mes ancêtres) : os, fer, fibres
- 2009 : Le refus de Rosa Parks : installation de taille variable
- 2010 : Strange fruits : installation fer, sable, os, soudure
- 2011 : Lion : fer, soudure

## Expositions personnelles (sélection)
- 1996 : Sous le signe de la paix, Musée d'Art africain, Dakar ; Centre culturel français, Saint-Louis
- 1998 : Sous le signe de la marche, Centre culturel français, Saint-Louis
- 2000 : Sous le signe de l'adaptation, Maison d'accueil du Jeune travailleur de Lille ; Place de l'Indépendance, Dakar
- 2002 : L’Art en marche, Musée Dapper, Paris ; Studio Éberis, Biennale de Dakar
- 2003 : Festival Mawazine, Rabat
- 2004 : Ndary Lo, postures, stations et autres sculptures, Galerie Guigon, Paris ; Recours, Maison des Esclaves, Gorée ; Biennale de Dakar ; Verticales, Maison folie, Villeneuve-d'Ascq
- 2006 : Les Attaches célestes, Le Manège, Dakar
- 2009 : Le refus de Rosa Parks, Fondation Blachère, Apt
- 2011 : Les 50 ans de Ndary Lo, rétrospective, Institut Français de Dakar
- 2011 : Sculptures, Galerie Guigon, Paris
- 2016 : Noires silhouettes, Galerie Retour de Voyage, L'Isle sur la Sorgue